# 후쿠다 야스오 내각
후쿠다 야스오 내각(일본어: 福田康夫内閣)은  후쿠다 야스오가 제91대 내각총리대신으로 임명되어, 2007년 9월 26일부터 2008년 8월 2일까지 존재한 일본의 내각이다.
자유민주당과 공명당의 연립 내각이다.

## 출범 경위
2007년 9월 10일에 제168회 임시국회가 소집되어 아베 신조 당시 총리가 참석해 정국 구상을 발표했지만, 불과 이틀 후인 9월 12일에 돌연 사임을 표명하였다. 따라서 9월 23일에 아베 신조의 후임을 선출하는 자유민주당 총재 선거가 실시되었고, 여기서 후쿠다 야스오 전 관방장관이 상대 후보 아소 다로 간사장을 큰 차이로 꺾고 당선되었다.
9월 25일에 열린 국회 본회의에서 9년 만에 중의원과 참의원의 수반 지명이 다르게 나왔지만, 양원협의회에서 타협을 보지 못하고 이 경우 중의원의 의결을 우선한다는 헌법 조항에 따라 후쿠다 야스오 자유민주당 총재가 제91대 내각총리대신으로 지명되었다.
9월 26일에는 고쿄에서의 친임식에서 후쿠다 총재가 정식으로 총리에 취임하고, 이전 내각의 주요 각료가 재임하는 형태로 새 내각이 출범하였다. 이는 국회 회기중이기도 하고, 국회 심의에의 대응을 위해 주요 각료와 관방 부장관 등도 제1차 아베 신조 내각 개조내각의 인사가 유임되는 형태이다. 새로 입각하는 사람은 도카이 기사부로(문부과학상)와 이시바 시게루(방위상)의 단 두 사람이며, 새로운 얼굴은 도카이 기사부로 단 한 사람이었다.
후쿠다 야스오 총리가 취임하면, 아버지 후쿠다 다케오 전 총리와 함께 일본 역사상 첫 부자 총리가 탄생하는 것이 된다.
후쿠다 신임 총리는 “한 걸음이라도 잘못되면, 자민당이 정권을 잃을 가능성도 있다”며, 이른바 ‘배수의 진 내각’이라고 명명했다. 또한 기자회견에서 ‘정치불신의 해소’에 힘을 쏟겠다고 선언했다.
그러나 야당은 ‘아베 대물림 내각’(이치다 공산당 서기국장), ‘낡은 자민당 내각’(후쿠시마 사민당수), ‘오래된 이름이 나오는 내각’(하토야마 민주당 간사장)과 같은 야유하는 이름을 내놓았다.

## 각료 명단
내각부 특명담당대신에 대해서는 그 담당을 괄호 내에 기술하였다. 내각부 이외의 다른 성청(내각관방 포함)의 특명사항을 담당하는 국무대신의 직무는 꺾은 괄호(〈〉)내에 기술하였다.
| 내각총리대신                                                                                      | 내각총리대신                                                                                      | 후쿠다 야스오       |
|                                                                                                   | 내각총리대신 보좌관                                                                               | 나카야마 교코       |
| 내각총리대신 보좌관                                                                               | 야마타니 에리코                                                                                   |                     |
| 총무대신 내각부 특명담당대신 (지방분권 개혁 담당) 〈우정민영화, 도주제, 지방·도시 격차시정 담당〉 | 총무대신 내각부 특명담당대신 (지방분권 개혁 담당) 〈우정민영화, 도주제, 지방·도시 격차시정 담당〉 | 마스다 히로야       |
| 법무대신                                                                                          | 법무대신                                                                                          | 하토야마 구니오     |
| 외무대신                                                                                          | 외무대신                                                                                          | 마치무라 노부타카   |
| 재무대신                                                                                          | 재무대신                                                                                          | 누카가 후쿠시로     |
| 문부과학대신 국립국회도서관 연락조정위원회 위원                                                   | 문부과학대신 국립국회도서관 연락조정위원회 위원                                                   | 도카이 기사부로     |
| 후생노동대신                                                                                      | 후생노동대신                                                                                      | 마스조에 요이치     |
| 농림수산대신                                                                                      | 농림수산대신                                                                                      | 와카바야시 마사토시 |
| 경제산업대신                                                                                      | 경제산업대신                                                                                      | 아마리 아키라       |
| 국토교통대신 〈관광입국, 해양정책 담당〉                                                          | 국토교통대신 〈관광입국, 해양정책 담당〉                                                          | 후유시바 데쓰조     |
| 환경대신 〈지구환경문제 담당〉                                                                    | 환경대신 〈지구환경문제 담당〉                                                                    | 가모시타 이치로     |
| 방위대신                                                                                          | 방위대신                                                                                          | 이시바 시게루       |
| 내각관방장관 〈납치문제 담당〉                                                                    | 내각관방장관 〈납치문제 담당〉                                                                    | 요사노 가오루       |
|                                                                                                   | 내각관방 부장관                                                                                   | 오노 마쓰시게       |
| 내각관방 부장관                                                                                   | 이와키 미쓰히데                                                                                   |                     |
| 내각관방 부장관                                                                                   | 후타하시 마사히로                                                                                 |                     |
| 내각위기관리감                                                                                    | 노다 다케시                                                                                       |                     |
| 내각법제국 장관                                                                                   | 미야자키 레이이치                                                                                 |                     |
| 국가공안위원회 위원장 내각부 특명담당대신 (방재, 식품안전 담당)                                   | 국가공안위원회 위원장 내각부 특명담당대신 (방재, 식품안전 담당)                                   | 이즈미 신야         |
| 내각부 특명담당대신 (오키나와 및 북방대책, 규제개혁, 국민생활, 재도전, 과학기술정책 담당)         | 내각부 특명담당대신 (오키나와 및 북방대책, 규제개혁, 국민생활, 재도전, 과학기술정책 담당)         | 기시다 후미오       |
| 내각부 특명담당대신 (금융 담당) 〈국가·지방행정개혁, 공무원제도개혁 담당〉                        | 내각부 특명담당대신 (금융 담당) 〈국가·지방행정개혁, 공무원제도개혁 담당〉                        | 와타나베 요시미     |
| 내각부 특명담당대신 (경제재정정책 담당)                                                           | 내각부 특명담당대신 (경제재정정책 담당)                                                           | 오타 히로코         |
| 내각부 특명담당대신 (저출산 대책, 남녀공동참여 담당)                                              | 내각부 특명담당대신 (저출산 대책, 남녀공동참여 담당)                                              | 가미카와 요코       |

## 같이 보기
- 일본의 역대 내각
- 제1차 아베 신조 내각 (개조)